# Inkompetenzkompensationskompetenz
Der Begriff „Inkompetenzkompensationskompetenz“ wurde von dem Philosophen Odo Marquard in dem gleichnamigen Festvortrag geprägt, den er 1973 anlässlich des 60. Geburtstages seines Kollegen Hermann Krings hielt. Marquard gibt in diesem Vortrag eine selbstironische, kritisch-polemische Einschätzung der Lage  der Philosophie der Gegenwart und erläutert in aller Kürze, wie sie in diese Lage gekommen sei.

## Bedeutung
Vorbemerkung: Es wird sich in dem Referat auf: Odo Marquard: Inkompetenzkompensationskompetenz? Über Kompetenz und Inkompetenz der Philosophie. In: Philosophisches Jahrbuch. Bd. 81. Jg. 1974. S. 341–349 bezogen
Marquard interessiert, was der Kopf eines Delinquenten, dessen scharfrichterliche Enthauptung misslang, denkt, bevor dieser seinem Scharfrichter dessen Misslingen nickend bestätigen kann, denn, so lautet Marquards These, „das müßte doch Ähnlichkeit haben mit Gedanken der Philosophie über sich selber“ (S. 341). Unschwer erkennbar, eine in ihrem eigenen Sinne delinquent gewordene Philosophie gelangte in den achtziger Jahren des 20. Jahrhunderts in die unfassbare Rolle, dass ihr ihr denkender Kopf von den namenlosen Scharfrichtern bestimmungsloser Einzelwissenschaften abgeschlagen worden war. Nun soll die Philosophie in dem Stadium ihres eintretenden Todes Auskunft geben, ob ihre einzelwissenschaftliche Enthauptung überhaupt gelang oder nicht. De facto stellt Marquard die Überlegung an, wie fest sitzen die Köpfe von Philosophen, die zu denken vorgeben, ohne dass sie jedoch einen ausgewiesenen Gegenstandsbereich ihres Nachdenkens und Forschens anzugeben wüssten, mit anderen Worten, Marquard denkt über Kompetenz und Inkompetenz der Philosophie nach, die ihrem „Schicksal der Decapitatio der Philosophie durch radikale Reduktionen ihrer Kompetenz“ nicht entkommen konnte. In zwei Abschnitten trägt Marquard seine Erwägungen vor: der erste Abschnitt handelt von der Kompetenzreduktion der Philosophie und der zweite Abschnitt von ihrer Reduktionskompensation.
1. Die Reduktion der Kompetenz der Philosophie
Kompetenz bedeute, Zuständigkeit, Fähigkeit und Bereitschaft, welche allerdings in der gegenwärtigen Philosophie „sich in Deckung befinden“. Mit dieser sich-in-Deckung-befindenden Zuständigkeit, Fähigkeit und Bereitschaft der Philosophie sei jedoch von Anfang an nicht zu rechnen gewesen, „denn schon immer hat es Philosophien gegeben, die für nichts zuständig, zu manchem fähig und zu allem bereit waren“ (S. 341 f.). Marquard schließt, was die Kompetenz der Philosophie betrifft, „sagt ihr nur ihre Geschichte; die aber sagt der Philosophie, daß es einen Fortschritt gegeben habe in der Abnahme ihrer Kompetenz: die Philosophiegeschichte ist die Geschichte der Reduktion der Kompetenz der Philosophie“ (S. 342). 
In Marquards Augen „war die Philosophie kompetent für alles; dann war die Philosophie kompetent für einiges; schließlich ist die Philosophie kompetent nur noch für eines: nämlich für das Eingeständnis der eigenen Inkompetenz“. Denn die Philosophie wurde in dem Verlaufe ihrer Geschichte dreimal auf das äußerste herausgefordert, und damit überfordert und schließlich erschöpft und ausgezehrt und aus dem Rennen geworfen. Erstens durch die Bibel, ihre soteriologische Herausforderung, der später ihre bürgerliche und pseudonachbürgerliche technologische und politische Herausforderungen nachfolgten. 
a) Die soteriologische Herausforderung verlangte von der Philosophie, dass sie zu dem Heil des Menschen führen soll, was, in der Überbietung des Christentums über die Philosophie, ihr aber unmöglich wurde. Der Philosophie konnte per se keine Heilskompetenz zukommen, so dass sie selber, die nicht das Heil, sondern nur die Glückseligkeit des Menschen verbürgen konnte, als eine bloße ancilla theologiae zu einem Fürsorgefall erstarrte. 
b) Die technologische Herausforderung verlangte von der Philosophie, dass sie zu einem Nutzenwissen des Menschen führen soll, was, in der Überbietung der exakten Wissenschaften über die Philosophie, sie wiederum als eine bloße ancilla scientiae, als Wissenschaftstheorie, zu einem Fürsorgefall degenerieren ließ. 
c) Die politische Herausforderung verlangte von der Philosophie, dass sie zu einer glücklichen Gerechtigkeit des Menschen führen soll, was, in der Überbietung der politischen Praxis über die Philosophie durch Aktivität oder durch Sinn für das Tunliche, Mögliche und Institutionelle, sie nochmals als ancilla emancipationis zu einem Fürsorgefall endgültig ihren selbstverschuldeten Tod als Magd der Emanzipation, nämlich als Geschichtsphilosophie, finden ließ.  
Alle drei Überbietungswettbewerbe, die die moderne Philosophie eingegangen war, mit den ihr neuzeitlich korrespondierenden Einzelwissenschaften, führten in dem Verlauf ihrer Geschichte zu einer philosophisch verlustreichen Kompetenzreduktion, die es äußerst zweifelhaft erscheinen ließ, ob es überhaupt sinnvoll sei, dasjenige, was an soteriologischen, technologischen und politischen Zuträglichkeiten „in der Philosophie immerhin anzutreffen war und vielleicht ist, zum Separatum zu stilisieren“ Zweifelhaft sei es auch, dass „die Philosophie den gesunden Menschenverstand und die nüchterne Vernunft gegen die, die sie aus ihrer tagtäglichen Wirklichkeit eigentlich haben sollten, retten müßte“. Gesunder Menschenverstand und nüchterne Vernunft sind Tatbestände der Lebensweisheit, aber für diese besaß die Philosophie niemals ein Kompetenzmonopol, das, da deren Äußerung die Konkurrenz der Dichter besser besorgen konnte, durch Altersweisheit, „Simulation von Lebenserfahrung“ (S. 343), substituiert werden soll. Beides, Lebensweisheit und Altersweisheit, ist immerhin eine mögliche Teildefinition der Philosophie. 
Was eine mögliche Teildefinition der Philosophie ist, ist die wirkliche Teildefinition der Geisteswissenschaften, insofern diesen das Pensum der Erinnerungswissenschaften zukommt. Weil Geisteswissenschaften Erinnerungswissenschaften sind, sind sie angefochten. Die (in den achtziger Jahren des 20. Jahrhunderts extrem angetriebene) Reform der Geisteswissenschaften sei riskant, deshalb sollte das Risiko bei der Erfolgskontrolle durch ein Erinnerungsverbot gemindert werden. Kann daher die Philosophie besser als die Geisteswissenschaften ihre Erinnerungskompetenz unter Beweis stellen? Das sei zu verneinen. Aus diesem Grunde haben die Geisteswissenschaften als bessere Erinnerungswissenschaften als die Philosophie deren eigene Erinnerungskompetenz noch nachhaltiger in Frage gestellt, als die drei oben genannten Herausforderungen, die soteriologische, die technologische und die politische, so dass auch das letzte Residuum der Philosophie, ihre Erinnerungskompetenz, ihr in dem 20. Jahrhundert verlustig gegangen ist.
„Offenbar“, zieht Marquard einen vorläufigen Schlussstrich, „laufen die Kompetenzen der Philosophie aus, so daß sie bei der Inkompetenz endet“, was nicht hieße, „daß sie bei all diesen Fragen gar nichts mehr zu sagen hätte; aber sie ist überwiegend zum aussichtslosen Kompetenten geworden, günstigstenfalls zur zweiten Besetzung: und was nützt es, die zweite Besetzung zu sein, wenn die erste wirklich gut und überdies niemals indisponiert ist“. Sein vorläufiges Fazit lautet: „Die Philosophie: sie ist zu Ende; wir betreiben Philosophie nach dem Ende der Philosophie“. Mit dem von ihm konstatierten Ende der Philosophie formuliert Marquard „die radikale Reduktionsgeschichte der Kompetenz der Philosophie“ (S. 344), in der Behauptung, „erst war die Philosophie kompetent für alles; dann war die Philosophie kompetent für einiges; schließlich ist die Philosophie kompetent nur noch für eines: nämlich für das Eingeständnis der eigenen Inkompetenz“. 
2. Die Inkompetenzkompensationskompetenz
Über sie macht Marquard zwei Vorbemerkungen, zwei mittlere Bemerkungen und eine Nachbemerkung.
a) Die Inkompetenzkompensationskompetenz hat viel mit ihrer Inkompetenz zu tun, denn kompensieren muss man nur, wo etwas fehlt, demnach ist die Inkompetenzkompensationskompetenz der Philosophie zunächst einmal ein Symptom ihrer eigenen Inkompetenz.
b) Die Inkompetenzkompensationskompetenz gäbe es nicht, wenn es nur die Inkompetenz der Philosophie gäbe und nicht auch ihre Kompetenznostalgie. Nostalgie ist die Sehnsucht, etwas zu sein, etwas in der Welt darzustellen. Die Philosophie war einstmals etwas, „das kann sie nicht vergessen, auch nicht dadurch, daß sie sich einredet, sie sei noch etwas, wenn sie das Überflüssige ist“ (S. 345). Sie ist, als das Inkompetente, das Überflüssige, „aber sie ist es eben nicht einfachhin, sondern sie ist kompetenznostalgisch jenes Überflüssige, das in das Nützliche verliebt ist, und zwar unglücklich“. Die Evidenz ihrer Kompetenznostalgie wird durch Phänomen bestätigt, nämlich „durch den Enthusiasmus der Philosophen für unbezahlte Nebentätigkeiten“. Der Mensch sei das tätige, der Philosoph das nebentätige Lebewesen, formuliert Marquard dieses kompeteznostalgische Grundgesetz. Philosophen seien in dieser Hinsicht Selbstverwaltungsfetischisten, Fundamentalstatistiker, Gründungs- und Opernbeiräte, Wissenschaftstouristen, Leistungssportler des Interdisziplinären, Planungs-, Satzungs- und Gesetzesverfertiger, graue Eminenzen der Totaltransparenz, Dunkelmänner der Durchsichtigkeit, ambulante Seelentröster und Kommunalpolitiker, direkte und indirekte, gutachterliche Papierfluterzeuger, sekundäre Salonlöwen. Das hat Arnold Gehlen bereits die Flucht in die Überarbeitung genannt: Ich ächze, also bin ich, und zwar nützlich. 
Überflüssigkeit, deren sich die Philosophie in ihrem angestrengten Nützlichkeitswahn schuldig gemacht hat, als Rechtfertigungskategorie könne aber auch nur dort lindernd wirken, „wo eine Theorie der Nützlichkeit des Überflüssigen hinzutritt: etwa dadurch, daß man Veblens Kategorie der stellvertretenden Muße, die bei den feinen Leuten einstmals von Frauen und Dienstboten absolviert wurde, auf die Philosophen ausdehnt“. Tatsächlich sind Philosophen ebendieses: „stellvertretende Müßiggänger auf der Suche nach feinen Leuten; darum halten sie sich gern bei den Herrschenden auf und noch lieber bei den künftigen Herrschenden, am liebsten bei jenen künftigen Herrschenden, die auch jetzt schon herrschen, wobei der Grenzfall möglich ist, daß sie sich bei sich selber aufhalten“. Philosophie werde dadurch parasitär, sie verkomme zu einem Status-Symbol unerledigter Herrschafts- und Besitzansprüche von politischen Funktionären. Auf diese Weise werde Philosophie entweder zu einem Kompetenzflüchter und sucht Nostalgie ohne Kompetenz, d. h., absolute Inkompetenz mit schönen Gefühlen, oder sie werde zu einem Kompetenzhocker und sucht Kompetenz ohne Nostalgie, d. h., absolute Kompetenz mit erhabenen Ansprüchen (S. 346).
c) Dogmatismus nenne sich heutzutage Kritik, sie ist die Position der Totalkompetenz der Philosophie durch die Flucht aus dem Gewissenhaben in das Gewissensein. Bei Sigmund Freud ist dieser Konnex in der Theorie der Ökonomie des Über-Ich bereits angelegt: Jemand, der zu einem Gewissen wird, enthebt sich dadurch der Notwendigkeit, ein Gewissen zu haben. Kritik ist häufig nicht wegen ihrer Kritik gängig, sondern als Entlastung durch den Ertrag ihrer ein-Gewissen-seienden, nicht -habenden Vermeidung. „Die Kritik verdächtigt alles und klagt alles an und sitzt über alles zu Gericht,“  Damit wird sie zu einem dritten Traditions-Schritt: erstens saß Gott in der Religion über den Menschen zu Gericht, zweitens saß in der Theodizee der Mensch über Gott zu >Gericht und drittens sitzt in der Kritik der Mensch über sich selber zu Gericht. Das Gericht der Kritik ist Selbstgericht des Menschen. Weil das anstrengend sei, wähle sie den Ausweg, nicht der Angeklagte, sondern der Ankläger zu sein. Damit entlastet sie sich, indem sie sich selbst richtet, um selbst nicht gerichtet zu werden.
d) Eine andere Möglichkeit, als die des Dogmatismus, ist die philosophische Nachfolgegestalt des Skeptizismus: Sie ist die Position einer „in Kauf genommenen totalen Inkompetenz der Philosophie durch die Flucht aus dem Gewissenhaben in eine mehr oder weniger temperierte Unzurechnungsfähigkeit und also Nichtpräsenz der Philosophie bzw. des Philosophen“ (S. 347). In der Unzurechnungsfähigkeit und Nichtpräsenz der Philosophie ist die Ersparungsrelevanz, der Entlastungsertrag, die Vermeidungsvalenz manifest geworden. Mehrere Sorten solcher Nichtpräsenz existieren: Die durch Woanderssein (der museal Beschäftigte oder sonstwie Verreiste), die durch Nichtdasein einer analytischen, anthropologischen, historischen, geschichtsphilosophischen, transzendentalen, ästhetischen, rationalen, begriffsgeschichtlichen oder skeptischen Gesprächssituation. Die philosophische Kommunikation wird zu einer Einsamkeitsübung,
e) Nachbemerkend: „Wo die Philosophie kompetenzunsicher, wo sie zunehmend inkompetent und kompetenznostalgisch wird: da will sie schließlich entweder alles sein oder nichts“ (S. 348). Beide Möglichkeiten waren anvisiert worden: Sie sind Kompensationsarrangements unter dem Eindruck von Kompetenzreduktionen bei der Philosophie: sie sind Inkompetenzkompensationen.

## Popularisierung des Begriffs Inkompetenzkompensationskompetenz
Der Begriff der Inkompetenzkompensationskompetenz ist mittlerweile auch über die Philosophie hinaus populär geworden. So hat beispielsweise Ralf Lisch ihn zur Beschreibung gängiger Verhaltensmuster im Management verwendet und charakterisiert in diesem Kontext Inkompetenzkompensationskompetenz als „konsequente Fortsetzung des Peter-Prinzips.“